# Belaj vára
Belaj vára (horvátul: Stari grad Belaj), várhely Horvátországban, a Károlyvárostól délre fekvő Belaj település területén. 

## Fekvése
A falu központjától északra emelkedő magaslaton állt, ma kőbánya van a helyén.

## Története
Belaj területét már 1360-tól a Mogorich nembeli Tomasich család birtokolta. Belaj várát is valószínűleg ők építtették fel a 15. században. A családot 1581-ben Hunyadi Mátyás is megerősítette Belaj birtokában. 1528. október 5-én a vár alatt véres csata zajlott a Karlovich Iván bán vezérelte horvát végvári katonaság és a boszniai pasa vezette ötezer fős török sereg között. A horvát sereg, melyben a Frangepán család több tagja is harcolt végül megfutamította az ellenséget. A sorozatos török betörések azonban teljesen elnéptelenítették az uradalmat, mely a Tomasichok elszegényedéséhez vezetett. Ennek lett a következménye, hogy 1535-ben Tomasich Gáspár a törökhöz szökött és ott teljesen törökké lett. Ezután Ferdinánd király Belajt, Kruzsich Péter klisszai várnagy uralma alá rendelte. A királyi parancsnak azonban sohasem szereztek érvényt és a vár továbbra is Tomasich birtok maradt. 1568-ban Tomasich Iván megölte Mátyás nevű unokaöccsét, ezért a király javait ezúttal Frangepán Ferencnek adta, de ennek sem tudtak érvényt szerezni. A boszniai pasa 1574-ben és 1576-ban is támadta Belaj vidékét és számos foglyot ejtett. Az 1581-es török támadás kudarccal végződött, a foglyokat a rájuk törő horvátok kiszabadították. 1590-ben a török Belajt is felégette. A sorozatos támadásoknak végül a vár és a mezőváros teljes pusztulása lett az eredménye. 1638-ban Tomasich Pál 800 forintért és egy felszerszámozott lóért eladta a csupasz falakkal álló várat és uradalmát gróf Paradeiser Rudolf zsumberki kapitánynak. Fia Ernest 1694-ben bekövetkezett halála után házasság révén a Jurich család szerezte meg, majd 1706-ban a kincstáré lett. A vár a katonai határőrvidék parancsnoksága alá került, akik tüzérszertárként használták. Végül 1834-ben a katonai határőrvidéki hatóság utasítására felrobbantották és az alapokig elbontották. Anyagából Kamenjaknál a Korana folyó mellé malmot, Károlyvárosban pedig több lakóházat építettek.

## A vár mai állapota
Belaj várát 1834-ben elbontották, ma már az alapjai sem láthatók, a helyén kőbánya található.